# Motshegaletau
Motshegaletau est une ville du Botswana.